# Białorzytka pustynna
Białorzytka pustynna (Oenanthe deserti) – gatunek małego ptaka z rodziny muchołówkowatych (Muscicapidae). Występuje w Afryce i Azji; wyjątkowo zalatuje do Polski. Nie jest zagrożony wyginięciem.

## Podgatunki i zasięg występowania
Międzynarodowy Komitet Ornitologiczny wyróżnia trzy podgatunki O. deserti:
- O. d. homochroa – północna Afryka na wschód po północno-zachodni Egipt. Poza sezonem lęgowym Sahara i północna strefa Sahelu[2].
- O. d. deserti – północno-wschodni Egipt i wschodni Lewant, dalej, nieregularnie, po Azerbejdżan (i prawdopodobnie Armenię), południowy Kazachstan, Afganistan i Mongolię. Poza sezonem lęgowym północno-wschodnia Afryka (w tym Sokotra) i południowo-zachodnia Azja[2].
- O. d. oreophila – Kaszmir na wschód po Nepal, Pamir, Wyżynę Tybetańską i zachodnie Chiny (południowy Xinjiang). Poza sezonem lęgowym Arabia, południowo-zachodnia Azja oraz północno-zachodnie i centralne Indie[2].

Granice zasięgów ptaków danego podgatunku nie są dokładnie określone, powyższe są jedynie przybliżone.
W Polsce obserwowano dwukrotnie młodociane samce w październiku 1997 (jednego na Mierzei Helskiej, jednego w Darłówku), następnie na Helu młodocianą samicę 13 października 2016 i w kolejnych dniach, a w grudniu 2019 samca w Białej Podlaskiej (pierwsze stwierdzenie w głębi kraju).

## Morfologia
Długość ciała wynosi 14–15 cm, masa ciała 15–34 g. Wielkością i sylwetką białorzytki pustynne przypominają białorzytki zwyczajne. Występuje dymorfizm płciowy w upierzeniu. U samca gardło i policzek czarne oraz czarny ogon i białe barkówki, które u stojącego ptaka oddzielają płowy wierzch ciała od czarnych skrzydeł. Kuper i pokrywy nadogonowe białe. U samicy brak czarnych elementów na głowie, ponadto jest mniej rozpoznawalna – cechą rozpoznawczą jest biały kuper i całkowicie czarny ogon.

## Ekologia i zachowanie

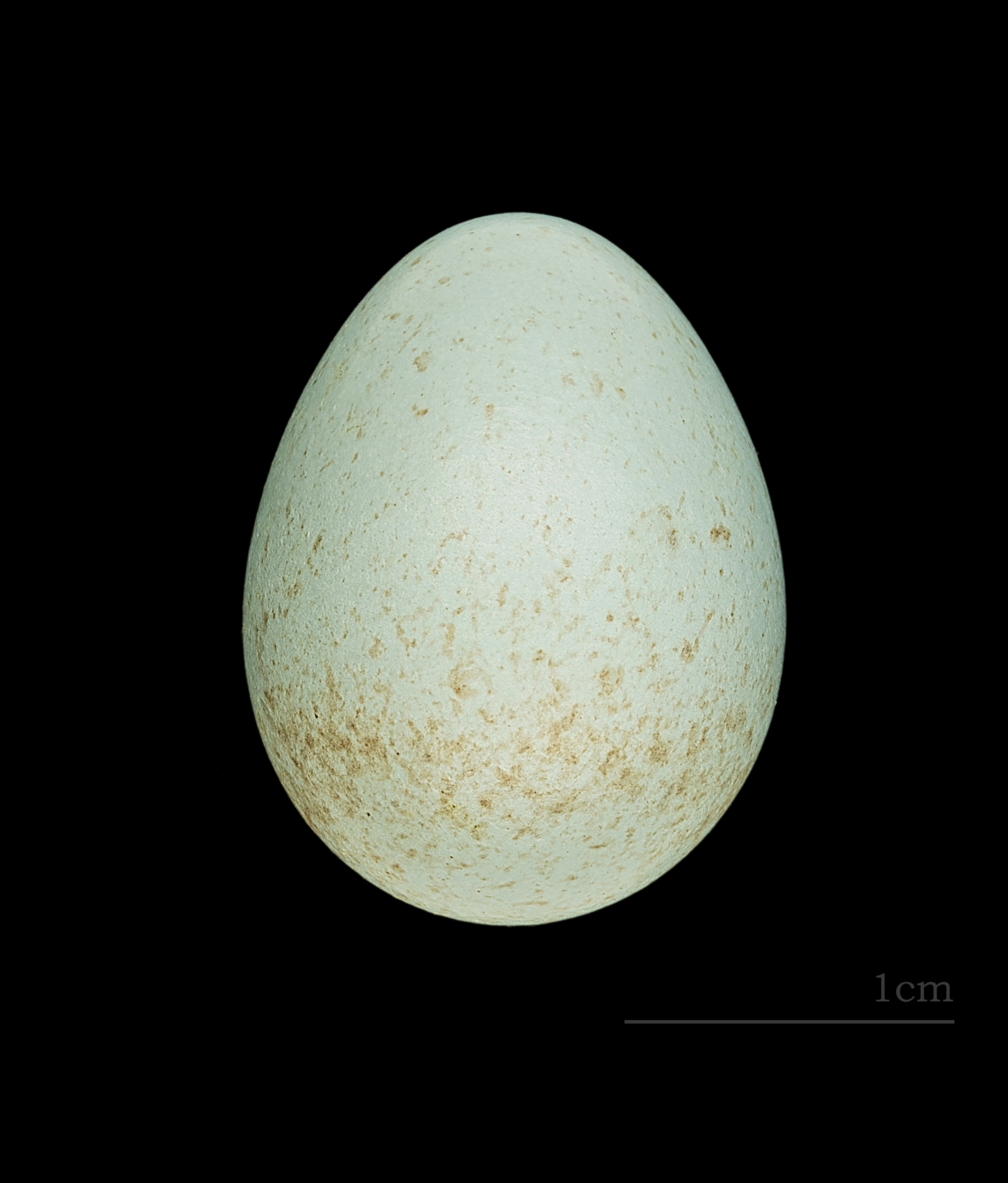
Jajo podgatunku O. d. homochroa

Białorzytki pustynne gniazdują na stepach, półpustyniach i obrzeżach pustyń z nielicznymi roślinami, nad brzegami rzek, w uedach, kamieniołomach i ruinach. Podczas zimowania przebywają na podobnych siedliskach, jak w trakcie lęgów. Żywią się głównie owadami, zjadają również niewielkie nasiona.
Okres lęgowy w Maroku trwa od lutego do czerwca, od środka marca do końca maja w Algierii i Tunezji, od maja do lipca w Egipcie. Gniazdo to raczej nieporęczna konstrukcja, utworzona z trawy i korzonków. Wyściółkę stanowią delikatniejsze trawy, wełna, włosie lub pióra. Umiejscowione jest w zagłębieniu przy drogach, na brzegu rzeki, ścianie skalnej, ścianie, na moście lub innej budowli, pod kamieniem, krzewem lub stertą kamieni, między wystającymi korzeniami lub w starej norze gryzonia. Zniesienie liczy od 3 do 6 jaj.

## Status i ochrona
IUCN uznaje białorzytkę pustynną za gatunek najmniejszej troski (LC, Least Concern) nieprzerwanie od 1988 (stan w 2022). Liczebność światowej populacji nie została oszacowana. Ze względu na brak dowodów na spadki liczebności bądź istotne zagrożenia dla gatunku BirdLife International ocenia trend liczebności populacji jako prawdopodobnie stabilny. Organizacja ta wymienia 13 ostoi ptaków IBA, w których stwierdzono te białorzytki.
Na terenie Polski gatunek ten jest objęty ścisłą ochroną gatunkową.